# SPAD S.XVI
Lo SPAD S.XVI fu un aereo da ricognizione monomotore, biposto e biplano, sviluppato dall'azienda aeronautica francese Sociéte Pour l'Aviation et ses Dérivés negli anni dieci del XX secolo.
Il modello, derivato dal precedente SPAD S.XI, ne differiva essenzialmente per una diversa motorizzazione, un Lorraine-Dietrich da 240/250 hp (a seconda delle fonti), che a fronte di una maggiore potenza disponibile a causa del maggior peso del propulsore si rivelò possedere prestazioni complessive inferiori dell'S.XI.
Utilizzato principalmente dall'Aéronautique Militaire, componente aerea dell'Armée de terre (esercito francese),  durante la prima guerra mondiale, equipaggiò anche i reparti aerei della statunitense American Expeditionary Forces.

## Utilizzatori
Francia
- Aéronautique Militaire

 Stati Uniti
- American Expeditionary Forces